# Normand Génois
Normand Génois, né le 12 mai 1945 à Saint-Raymond, est un poète et enseignant québécois.

## Biographie
Pendant une trentaine d'années, Normand Génois enseigne l’éducation physique dans une école secondaire. Passionné de plein air et de nature, il voyage en Europe et en Amérique latine avant de s'installer en Suisse, puis à New-York,.
À partir de 1992, il signe des textes dans des revues littéraires, notamment dans Estuaire, Nouaison et la revue Poésie des Éditions de l’Oésie à Québec. Il participe également à de nombreux événements littéraires (lectures publiques, spectacles, etc.),,.
En poésie, il fait paraître L'écrin des jours (Éditions du Noroît, 2002), Le même souffle (Éditions du Noroît, 2007), Va-nu-pieds (Éditions du Noroît, 200), À hauteur d'arbre (Éditions du Noroît, 2013) ainsi que Paysages sans titre (Les Éditions de l'Écume, 2021),,.
En collaboration avec Jean Désy, il publie également un recueil de poésie qui s'intitule Bras-du-Nord (Mémoire d'encrier, 2015).
Normand Génois est membre de l'Union des écrivaines et des écrivains québécois.

## Œuvres

### Poésie
- L'écrin des jours, Montréal, Éditions du Noroît, 2002, 71 p. (ISBN 2-89018-487-0)
- Le même souffle, Montréal, Éditions du Noroît, 2007, 70 p. (ISBN 978-2-89018-603-3)
- Va-nu-pieds, avec trois gravures de Nicole Gagné-Ouellet, Montréal, Éditions du Noroît, 2009, 93 p. (ISBN 978-2-89018-659-0)
- À hauteur d'arbre, Montréal, Éditions du Noroît, 2013, 84 p. (ISBN 9782890188242)
- Bras-du-Nord, en collaboration avec Jean Désy, Montréal, Mémoire d'encrier, 2015, 87 p  (ISBN 9782897123277)
- Paysages sans titre, Québec, Les Éditions de l'Écume, 2021, n.p. (ISBN 9782981968036 et 2981968033)